# Baileyev most
Baileyev most je vrsta mosta. Brzo ga se sastavlja. Izgrađen je od čeličnih modula u izvedbi šipki nosača, međusobno zamjenljivih, kroz koje se polažu već prije pripremljeni moduli cestišta. Ime je dobio po engleskom inženjeru Donaldu Colmanu Baileyu (1901. – 1985.). Najduži Baileyev most u Hrvatskoj je onaj na Korani kod Karlovca između Turnja i Logorišta.